# Katastrofa lotu Airblue 202
Katastrofa lotu Airblue 202 – katastrofa lotnicza, do której doszło 28 lipca 2010 na wzgórzu Margalla nieopodal Islamabadu w Pakistanie. W wyniku katastrofy zginęły wszystkie 152 osoby na pokładzie.

## Samolot
Katastrofie uległ samolot pasażerski Airbus A321-231 noszący fabryczny numer seryjny 1218. Samolot mógł zabierać na pokład do 185 pasażerów w dwóch klasach. Był napędzany przez dwa silniki turbowentylatorowe IAE V2500 series. Został oblatany w kwietniu 2004 i przekazany przewoźnikowi lotniczemu Airblue od towarzystwa leasingowego ILFC 18 stycznia 2006 Samolot nosił numer rejestracyjny AP-BJB. Maszyna spędziła w powietrzu około 34 tys. godzin i odbyła 13 tys. lotów.

## Lot 202
Samolot Airbus A321-231 wykonujący lot rejsowy ED-202 leciał z Karaczi do Islamabadu. Airbus wystartował z lotniska w Karaczi 28 lipca 2010 o godz. 04:30. Planowany przylot do Islamabadu miał nastąpić o godz. 6:30.
Do wypadku samolotu doszło rano 28 lipca 2010 15 km od portu lotniczego w Islamabadzie podczas odejścia na drugi krąg, po wcześniejszym nieudanym podejściu do lądowania. W trakcie lotu panowały fatalne warunki pogodowe, w tym czasie nad Pakistanem padały deszcze monsunowe. Samolot w czasie odejścia na drugi krąg wleciał w gęstą mgłę, za którą kryły się wzgórza Margalla i uderzył w nie, co spowodowało całkowite zniszczenie maszyny.

## Przyczyny katastrofy
Raport końcowy został opublikowany 3 stycznia 2012. W którym komisja wypadków lotniczych przedstawia że przyczyną katastrofy była błędna decyzja załogi. Załoga nie zastosowała się poprawnie do procedur podejścia dla lotniska w Islamabadzie w trudnych warunkach atmosferycznych, oraz ignorowała polecenia kontrolera lotów. Zarówno kapitan jak i drugi pilot posiadali aktualne certyfikaty do pilotowania samolotu typu Airbus A321. Kapitan (lat 61) spędził za sterami 25 497 godzin, z czego 1060 godzin dla danego samolotu, natomiast drugi pilot (lat 34) przelatał 1837 godzin, z czego 286 na danym typie.

## Narodowości ofiar katastrofy
| Narodowość        | Pasażerowie | Załoga | Razem |
| ----------------- | ----------- | ------ | ----- |
| Pakistan          | 142         | 6      | 148   |
| Stany Zjednoczone | 2           | 0      | 2     |
| Austria           | 1           | 0      | 1     |
| Somalia           | 1           | 0      | 1     |
| Razem:            | 146         | 6      | 152   |